# Кухеші
Кухеші (груз. კუხეში) — село в Грузії.
За даними перепису населення 2014 року в селі проживає 355 осіб.